# Società di Rosarno
La società di Rosarno è un'organizzazione criminale di 'ndrangheta esistente nel comune di Rosarno e dintorni tra cui Melicucco e Rizziconi, dipendente dal Mandamento Tirrenico.
Le 'ndrine più importanti che compongono questa società sono quelle dei Pesce e dei Bellocco.
Come scaturisce da alcune intercettazioni dell'Operazione Crimine-Infinito del 2009 vi sarebbero almeno 250 affiliati di 'ndrangheta facente parti di questa società di cui 100 nella sola Rosarno.
Inoltre durante un'altra intercettazione tra Giuseppe Commisso e Carmelo Bruzzise emerge che a Rosarno farebbero capo almeno una trentina di locali della Piana di Gioia Tauro ed in particolare sotto la figura di Vincenzo Pesce che durante il periodo d'indagine sembrerebbe aver minacciato pure una scissione dal Crimine per il trattamento subito dalle locali dell'area tirrenica.

## Struttura
Come tutte le società di 'ndrangheta è doppiamente compartimentata in società maggiore e società minore.
Durante l'operazione Crimine del 2009 Domenico Oppedisano Caposocietà, Michele Marasco aveva il ruolo di Mastro di giornata e Domenico Iaropoli di Contabile.
| Cariche della Società di Rosarno nel 2009 | Cariche della Società di Rosarno nel 2009 | Cariche della Società di Rosarno nel 2009 |
| capo società                              | Contabile                                 | Mastro di giornata                        |
| ----------------------------------------- | ----------------------------------------- | ----------------------------------------- |
| Domenico Oppedisano                       | Domenico Iaropoli                         | Michele Marasco                           |

## 'ndrine e locali dipendenti
- Pesce
- Bellocco
- Amato[3]
- Cacciola-Grasso[4]

Il Locale di Bollate, in Provincia di Milano è in contatto con la società di Rosarno mentre il Locale di Francoforte in Germania, fa riferimento ad esso.

## Nei media
- Rosarno blues documentario di Rai Storia (18 settembre 2018)[6]